# Mesegar de Tajo
Mesegar de Tajo – gmina w Hiszpanii, w prowincji Toledo, w Kastylii-La Mancha, o powierzchni 17,66 km². W 2011 roku gmina liczyła 237 mieszkańców.